# ミッチ・アラン
ミッチ・アラン（英語: Mitch Allan、1972年5月21日 - ）は、アメリカ合衆国の音楽プロデューサー、歌手、ソングライター。

## 生い立ち
1972年5月21日、アメリカ合衆国のメリーランド州・ボルチモアに生まれる。

## ディスコグラフィー

### アルバム
- 『Now You See Inside』（2000年）
- 『Tomorrow』（2002年）
- 『Here We Go Again』（2004年）
- 『Ring the Bells』（2011年）
- 『Calling Birds』（2013年）